# Frances Adcock
Frances Sarah Adcock (Nottingham, Reino Unido, 9 de agosto de 1984) es una deportista australiana que compitió en natación. Ganó una medalla de bronce en el Campeonato Pan-Pacífico de Natación de 2006, en la prueba de 4 × 100 m estilos.

## Palmarés internacional
| Campeonato Pan-Pacífico | Campeonato Pan-Pacífico | Campeonato Pan-Pacífico | Campeonato Pan-Pacífico |
| Año                     | Lugar                   | Medalla                 | Prueba                  |
| ----------------------- | ----------------------- | ----------------------- | ----------------------- |
| 2006                    | Victoria (Canadá)       | Medalla de bronce       | 4 × 100 m estilos       |